# Regno di Croazia (Asburgo)
Il Regno di Croazia (croato: Kraljevina Hrvatska; tedesco: Königreich Kroatien) fu una divisione amministrativa esistente dal 1527 al 1868 sotto la Monarchia Asburgica del Sacro Romano Impero prima e dell'Impero austriaco poi. Il regno era parte delle Terre della Corona di Santo Stefano, ma era soggetto al diretto controllo imperiale. La sua capitale era Zagabria.
Sino al XVIII secolo, il regno asburgico di Croazia includeva solo una piccola parte dell'attuale Croazia, quella attorno a Zagabria, ed una stretta striscia di terra costiera presso Fiume che non era né parte dell'Impero ottomano o parte della Frontiera militare asburgica. Tra il 1744 ed il 1868 il regno di Croazia riuscì ad includersi anche un regno minore subordinato, quello di Slavonia. Il territorio del Regno di Slavonia venne conquistato all'Impero ottomano e divenne quindi parte della Frontiera militare austriaca per un certo periodo. Nel 1744 questi nuovi territori vennero riorganizzati a formare il Regno di Slavonia che venne poi incluso nel Regno di Croazia come parte autonoma. Nel 1868 le due parti vennero riunite a formare il Regno di Croazia e Slavonia.

## Storia e governo

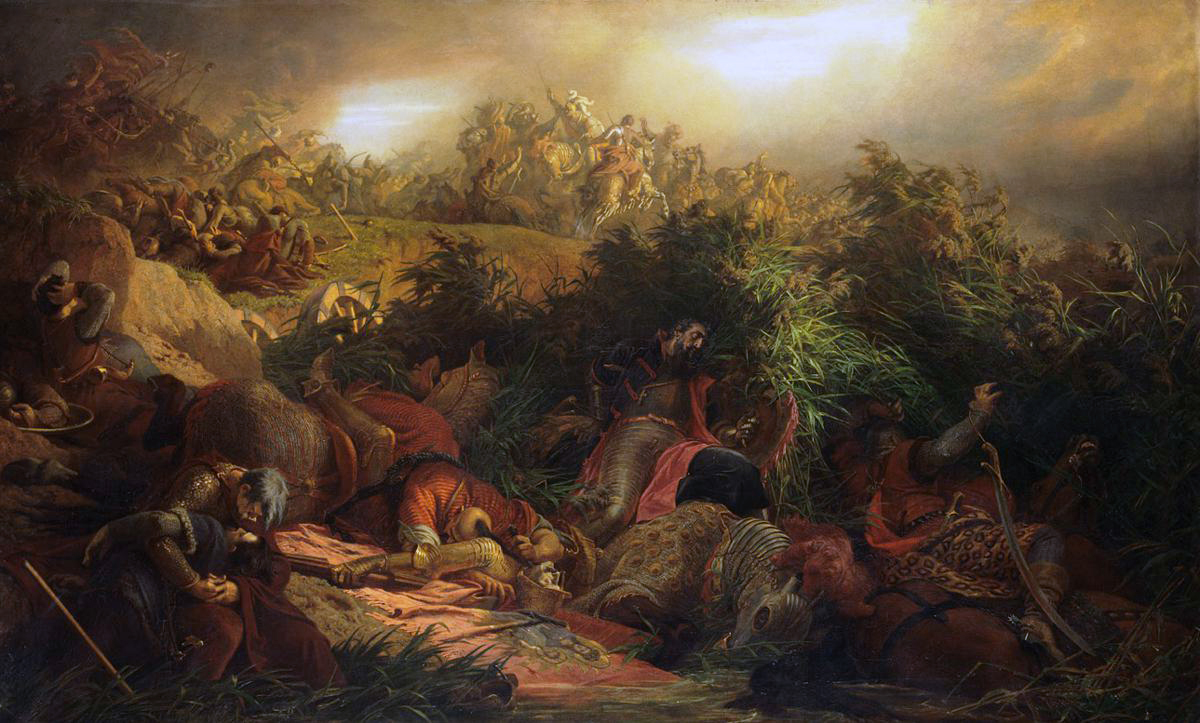
La Battaglia di Mohács del 1526 in un dipinto di Bertalan Székely

### Il governo asburgico
A seguito della Battaglia di Mohács, nel 1527 i nobili croati ed ungheresi decisero di eleggere un nuovo re. L'aristocrazia della Croazia si riunì in parlamento a Cetin e scelse di sottoporsi alla sovranità di Ferdinando d'Asburgo. Molti nobili dissidenti da questa decisione, supportarono invece l'elezione a re di János Szapolyai, ma l'opzione Asburgo prevalse dal 1540, quando Szapolyai morì.

### Le incursioni ottomane

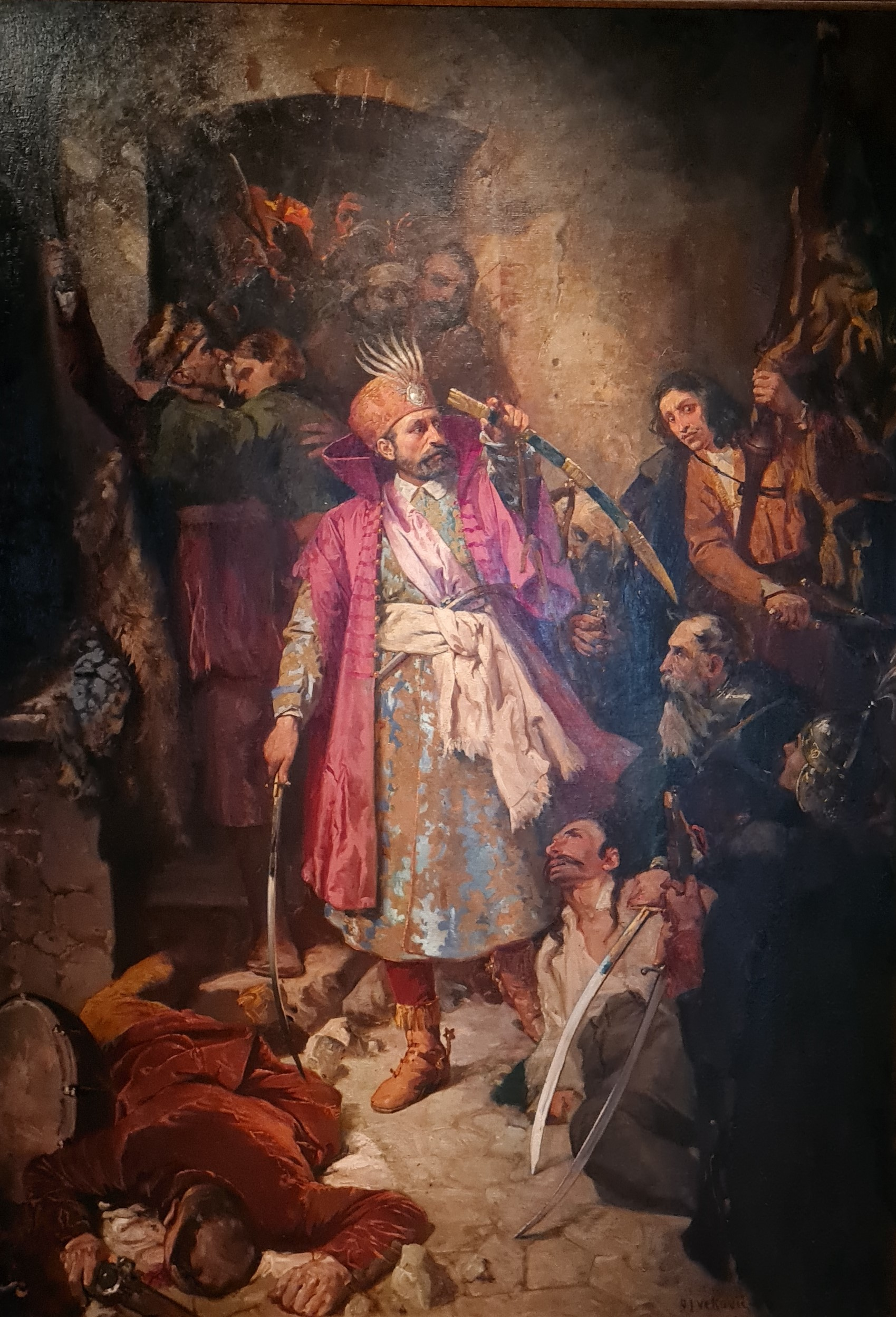
Nikola Šubić Zrinski in un dipinto di Oton Iveković. L'opera mostra il bano croato Nikola Šubić Zrinski nell'atto di difendersi dai turchi nella battaglia di Szigetvár

Il cambio della leadership in Croazia non risolse ad ogni modo i conflitti coi turchi dal momento che proprio nel corso del XVI secolo, l'Impero ottomano si espanse includendo gran parte della Slavonia, della Bosnia occidentale e Lika.
Cogliendo l'occasione del conflitto crescente tra Massimiliano II d'Asburgo e Sigismondo II di Polonia, Solimano il Magnifico diede inizio ad una serie di sei campagne militari in Ungheria nel 1565 con 150.000 uomini al proprio comando. Vennero fermati temporaneamente nel 1566 a Szigetvár (Siget). La città e la fortezza fu difesa dal conte croato Nikola Šubić Zrinski (conosciuto in Ungheria come Mikós Zrínyi) e da 2500 uomini. I difensori riuscirono a tener testa ai turchi per un mese decimandone le forze, anche a costo della propria vita. La fortezza cadde in mano turca, ma l'eroico sacrificio dello Zrinski e i cuoi compagni, conosciuto col nome di battaglia di Szigetvár, concesse sufficiente tempo all'Austria per raggruppare un esercito per respingere i turchi prima che potessero giungere a Vienna, anche perché il sultano stesso morì durante l'assedio di Szigetvár. 
Per ordine del re nel 1553 e nel 1578, gran parte della Croazia e della Slavonia vennero incluse nella Frontiera militare (Vojna krajina) e governate quindi direttamente dal quartier generale militare di Vienna per via della loro pericolosa vicinanza con l'esercito ottomano. Per il timore di continue incursioni, l'area divenne in breve tempo deserta e pertanto l'Austria dovette incoraggiare l'insediamento di serbi, tedeschi, ungheresi, cechi, slovacchi ed ucraini, creando una vera e propria commistione etnica.
Gli effetti negativi del feudalesimo scoppiarono nel 1573 quando i contadini della Croazia settentrionale e della Slovenia si ribellarono ai loro signori feudali per le varie ingiustizie compiute e per l'irragionevole tassazione imposta nella cosiddetta rivolta contadina di Croazia e Slovenia. Ambroz Matija Gubec e altri capi della ribellione scatenarono le lotte in sei feudi nel gennaio del 1573, ma la loro rivolta venne schiacciata nel sangue già nel febbraio di quello stesso anno. Matija Gubec e centinaia di altri rivoltosi vennero pubblicamente condannati a morte in maniera brutale di modo che servissero da esempio per tutti gli altri possibili ribelli.
Dopo che il forte di Bihać infine cadde sotto le armate del visir di Bosnia Hasan-pasha Predojević nel 1592, solo una piccola parte dell'attuale Croazia rimaneva ormai agli Asburgo.

### XVII e XVIII secolo
Dopo la battaglia di Sisak nel 1593, dove l'esercito ottomano venne scacciato per la prima volta dal territorio della Croazia, vennero recuperati i territori un tempo perduti ad eccezione della Bosnia che rimase ottomana ancora per diverso tempo.

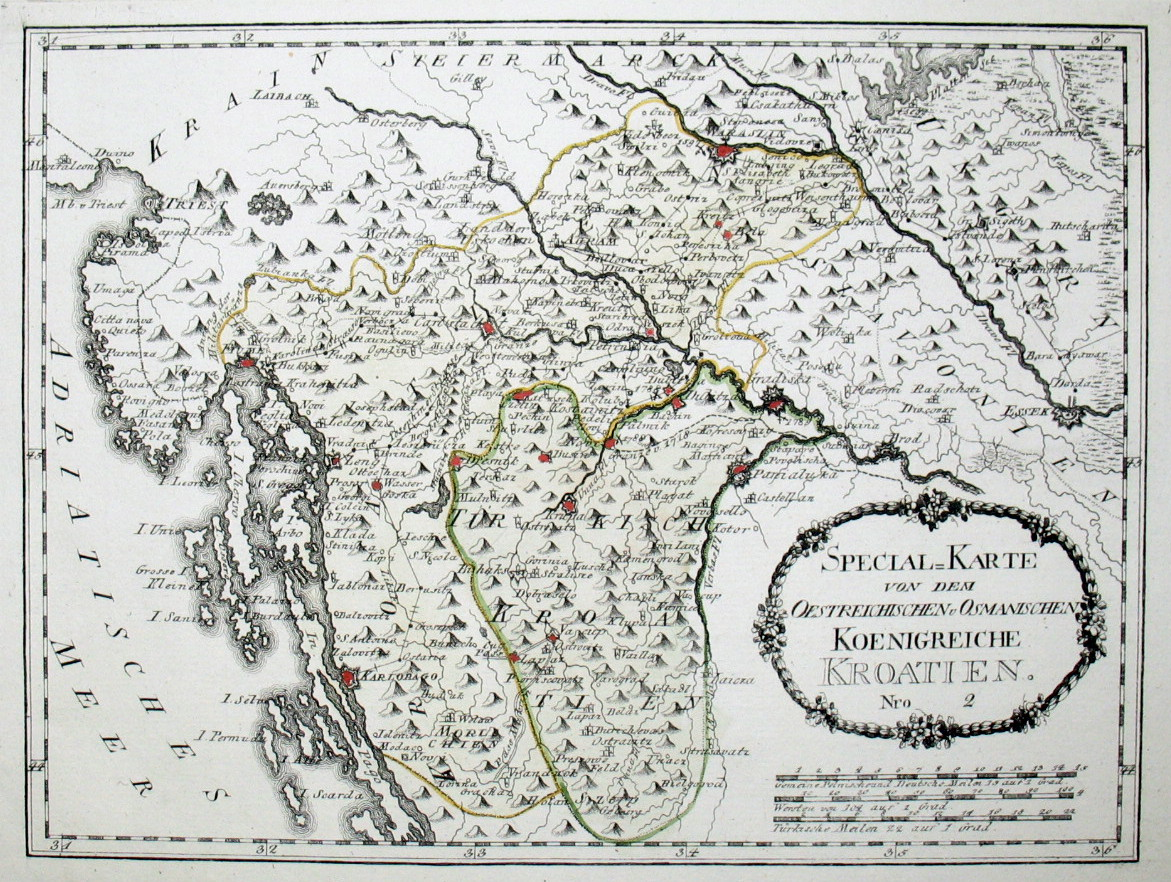
Il regno di Croazia (inclusa la cosiddetta Croazia turca /"Türkisch Kroatien"/, il territorio in verde di proprietà degli ottomani) in una mappa del 1791 del cartografo austriaco Franz J.J. von Reilly

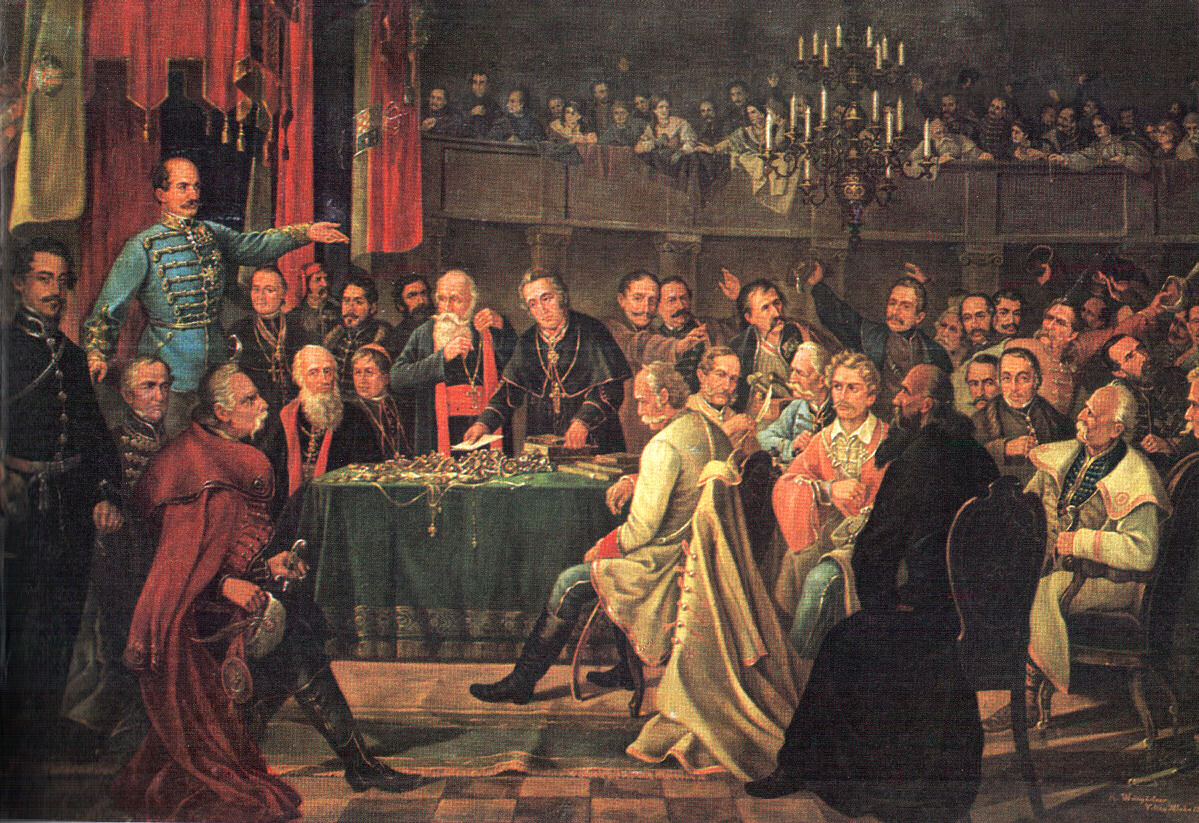
Il parlamento croato (Sabor) nel 1848

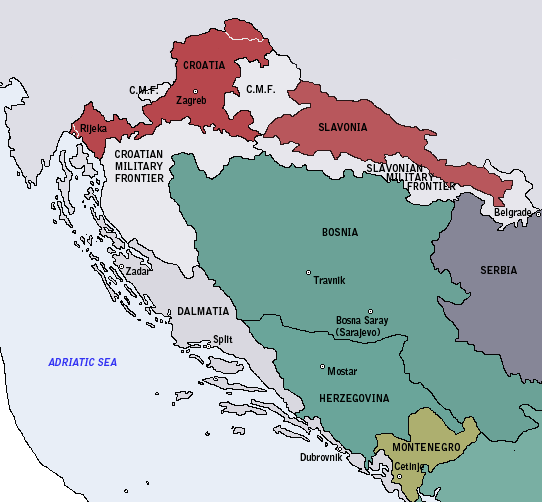
Il Regno asburgico di Croazia (rosso) e le sue estensioni territoriali sino alla fine del 1848. Il Regno di Slavonia (rosso chiaro) era a quel tempo un regno subordinato al regno di Croazia.

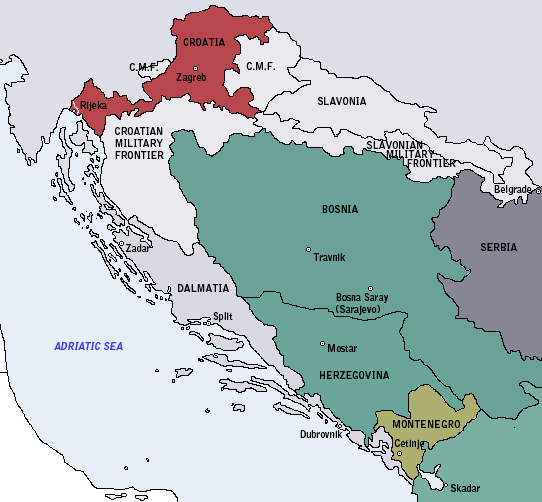
Mappa del Regno di Croazia (rosso) tra il 1867 ed il 1868, prima del Nagodba. Le altre terre dell'Impero austriaco sono indicate in bianco e grigio chiaro.

L'esercito imperiale austriaco risultò vittorioso nella guerra contro i turchi nel 1664, ma l'imperatore Leopoldo I non riuscì ad ottenere un successo schiacciante e siglò la pace di Vasvár nella quale Ungheria e Croazia non recuperavano i territori persi a favore dell'Impero ottomano, fatto che causò risentimenti locali nei confronti del sovrano che portarono a complotti tra croati ed ungheresi con Francia ed impero Ottomano, ma senza successo. Le spie imperiali scoprirono queste cospirazioni ed il 30 aprile 1671 giustiziarono quattro nobili croati ed ungheresi coinvolti nelle cospirazioni, Petar Zrinski, Fran Krsto Frankopan, Ferenc II Nádasdy e Erazmo Tatenbach, a Wiener Neustadt.
La Croazia fu una delle terre austriache che supportò l'imperatore Carlo VI d'Asburgo nella sua Prammatica Sanzione del 1713 e supportarono poi Maria Teresa d'Austria nella guerra di successione austriaca del 1741-1748. Successivamente, l'imperatrice si impegnò sempre favorevolmente per la Croazia, ponendole condizioni favorevoli in campo feudale, di tassazione e militare e rese indipendente il porto di Fiume nel 1776. Nonostante ciò, Maria Teresa ignorò, il Parlamento croato (la Dieta croato-slavona). Ella inoltre creò il Regio Consiglio Croato nel 1767 con sede a Varaždin, poi a Zagabria, come governo della Croazia e Slavonia, ma l'imperatrice sciolse il Consiglio nel 1779 concedendo invece alla Croazia un seggio nel consiglio di governo dell'Ungheria (il Regio Consiglio Luogotenenziale Ungarico) detenuto dal bano.
Con la caduta della repubblica di Venezia nel 1797, i suoi possedimenti nell'Adriatico orientale passarono in gran parte sotto l'autorità della Francia napoleonica che in quello stesso anno cedette i propri diritti all'Austria. Otto anni più tardi l'area venne restaurata ai francesi come Province illiriche, ma tornarono all'Austria nel 1815. Come parti ora dell stesso impero, Dalmazia ed Istria divennero parte della Cisleithania (come il Regno di Dalmazia nel 1816 e il Circolo d'Istria nel 1825, poi Margraviato d'Istria), mentre la Croazia e la Slavonia passarono sotto l'autorità dell'Ungheria (Transleithania o Terre della Corona di Santo Stefano).

### Il XIX secolo

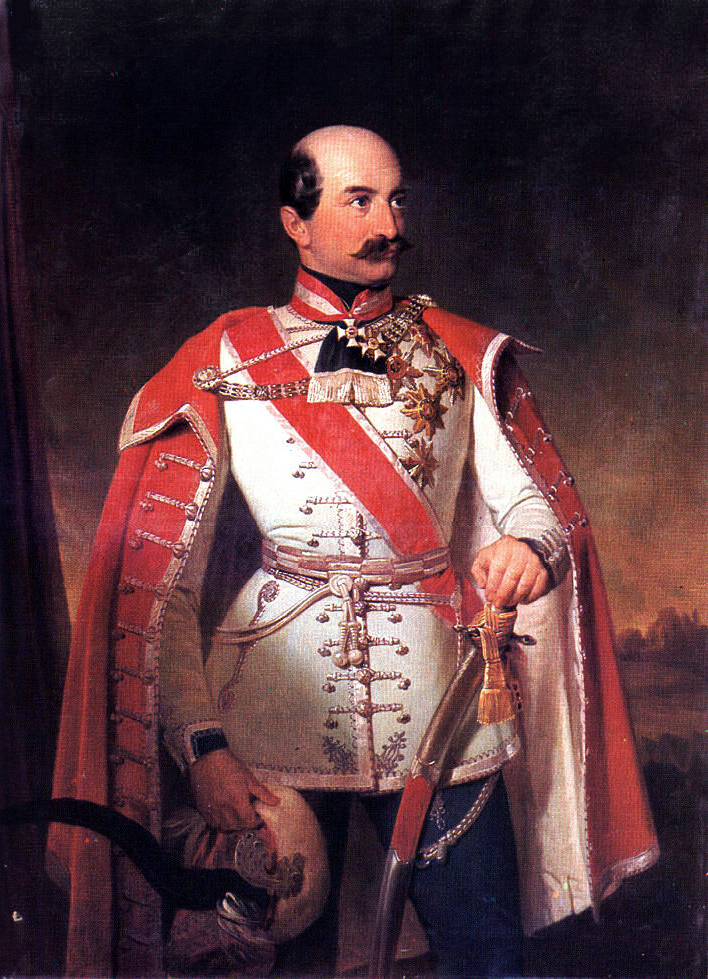
Il feldmaresciallo conte Josip Jelačić, Bano del Regno di Croazia e Slavonia, governatore provvisorio della Dalmazia e comandante della Frontiera Militare Croata.

Nel XIX secolo il nazionalismo romantico croato emerse in contrattacco all'apparentemente non violenta germanizzazione e magiarizzazione dell'area. La rinascita nazionale ungherese ebbe inizio negli anni '30 dell'Ottocento con il Movimento illirico che attrasse a sé un gran numero di figure influenti e portò avanti la causa della lingua croata e della cultura locale. Il campione del movimento illirico fu Ljudevit Gaj che inoltre ufficializzò e standardizzò la lingua croata letteraria. Nel 1847 si ottenne una nuova conquista: la Croazia, che aveva sempre avuto per lingua ufficiale il latino, ottenne in quella data di iniziare ad utilizzare il croato.
Dagli anni '40, il movimento si era spostato sempre più dalla causa culturale a quella nazionalista politica. Per ordine reale emanato l'11 gennaio 1843, voluto espressamente dal cancelliere Metternich, l'uso del nome Illiria e dello stemma dell'antica Illiria in pubblico venne proibito.
Nelle rivoluzioni del 1848 che investirono i territori asburgici, il bano croato Jelačić cooperò con gli austriaci nel reprimere le rivolte in Ungheria guidando una campagna militare proprio verso l'Ungheria, dove fu fermato nella Battaglia di Pakozd. Malgrado il suo contributo, la Croazia fu poi soggetta all'assolutismo del barone Alexander von Bach così come all'egemonia ungherese del bano Levin Rauch quando l'impero venne trasformato in una monarchia duale nel 1867.
Malgrado tutto ciò, il bano Jelačić ebbe il merito di essere stato il primo ad ottenere l'abolizione della servitù della gleba in Croazia, il che apportò diversi cambiamenti alla società ungherese: il potere dei principali proprietari terrieri della zona venne ridotto notevolmente e le terre arative vennero suddivise gradualmente per evitare il rischio di carestie. Molti croati iniziarono ad emigrare verso il Nuovo Mondo, trend che coontinuerà per quasi un secolo e che darà vita ad una vera e propria diaspora croata.
Nel 1848, per la prima volta, si tennero le elezioni per i deputati del Parlamento (la Dieta croato-slavona, in croato il Sabor). Fino al 1848 la Dieta fu composta dalla nobiltà croato-slavona e dai prelati romano-cattolici, greco-cattolici e greco (serbo)-ortodossi; anche dopo il 1848 i principi, i conti, i baroni e prelati ecclesiastici rimasero i membri della Dieta ex officio. Nello stesso anno il bano croato Josip Jelačić formò il Consiglio Banale, come il governo autonomo della Croazia e Slavonia. Nel 1850 il Consiglio Banale divenne il Governo Banale sotto il governo imperiale austriaco. Dal 1854 al 1861 (l'assolutismo del barone Alexander von Bach) il governo per la Croazia e Slavonia fu il Ministero dell'Interno austriaco, come il dicastero del governo imperiale a Vienna, a Zagabria esisté l'Imperial Regia Luogotenenza di Croazia e Slavonia. Dopo la caduta dell'assolutismo (il Diploma di ottobre, 1860 e la Patente di febbraio, 1861); il governo del Regno di Croazia e Slavonia divennero la Regia Cancelleria Aulica Croato-Slavona (dal 1861 al 1862 il Dicastero Aulico per la Croazia-Slavonia) con sede a Vienna e il Regio Consiglio Luogotenenziale in Zagabria. Quelli rimasero i principali organi governativi fino al 1868.
Bl movimento illirico portò avanti quindi due scopi, uno nazionalistico e l'altro pan-slavistico che portarono alla creazione di due cause:
- Una causa nazionale croata che voleva l'unificazione e l'indipendenza del popolo croato, capeggiato da un parlamentare popolare come Ante Starčević, che formò il Partito dei Diritti nel 1861
- Una causa panslavista e jugoslava che invece tendeva a voler integrare anche le nazioni slave meridionali alla Croazia, organizzate attorno al Partito Popolare (detto anche Partito Nazionale e Partito Popolare Liberale) e capeggiate dal vescovo Josip Juraj Strossmayer, che fondò l'Accademia Jugoslava delle Scienze e delle Arti (oggi l'Accademia croata delle Scienze e delle Arti) nel 1867 e rifondò l'Università di Zagabria nel 1874.

Un anno dopo del Compromesso austro-ungherese del 1867), venne negoziato il Compromesso croato-ungherese che rimase "legge organica dello Stato" fino al 1918. Ad ogni modo il bano dovette essere nominato dal re su proposta del primo ministro ungherese ed il 55% di tutte le tasse incamerate dalla Croazia sarebbero passate a Budapest. L'Ungheria avrebbe inoltre acquisito l'autorità sul porto di Fiume. In cambio la Croazia (ufficialmente: Regno di Croazia, Slavonia e Dalmazia) ottenne autonomia amministrativa (affari interni), d'istruzione, d'affari ecclesiastici e giudiziaria.

## Demografia
Secondo il censimento del 1802, la popolazione del Regno di Croazia includeva il 98,8% di cattolici e l'1,2% di ortodossi.
Nel 1840 lo statistico ungherese Fenyes Elek analizzò l'etnicità delle aree componenti la corona ungherese. Secondo i dati raccolti nel processo, la Croazia aveva una popolazione all'epoca di 1.605.810 abitanti di cui:
- 777.880 croati (48,4%)
- 504.179 serbi (31,4%)
- 297.747 Šokci (18,5%)
- 13.226 tedeschi (0,8%)
- 5.151 ungheresi (0,3%)

Il primo censo ufficiale austriaco dell'area si tenne nel 1851, registrando una popolazione di 868.456.
- 625.028 croati (72,0%)
- 222.062 serbi (25,6%)
- 7.903 tedeschi (0,9%)
- 5.732 ungheresi (0,7%)
- 2.519 ebrei (0,3%)
- 1.130 slovacchi e cechi (0,1%)
- 4.082 altri (0,5%)

## Governatori
- Bani di Croazia